# Fermento primario
En la elaboración de quesos, se conoce como fermento primario (también llamado starter) a las bacterias ácido lácticas encargadas de acidificar la leche mediante la fermentación de la lactosa a ácido láctico, para que la leche alcance el pH necesario para la etapa posterior de coagulación enzimática, o cuajado. En general aunque no en todos los casos, el fermento primario es un cultivo que es agregado a la leche antes del agregado del coagulante

## Funciones del fermento primario en quesería
1. Sembrar el medio con uno o más microorganismos (según el queso a elaborar). Esto es esencial cuando se trabaja con leche pasteurizada
2. Favorecer la coagulación y la etapa de desuerado mediante la acidificación
3. Ganar el medio desde el punto de vista microbiológico, evitando contaminaciones indeseables
4. Aportar endo y exoenzimas bacterianas para el proceso de maduración